# Očanica
Očanica (lat. Euphrasia), biljni rod jednogodišnjeg raslinja, polunametnice iz porodice volovotkovki (Orobanchaceae). Rod ima preko 230 vrsta, a među njima poznata je obična očanica ili vidac (Euphrasia officinalis), biljka poznata po svojoj ljekovitosti za očne bolesti, pa otuda i nazivi očanica i vidac. Latinsko ime roda dolazi od euphrassia (radost).
Ovaj rod raširen je po umjerenim pojasima sjeverne i južne polutke, a najčešća je na travnjacima. U Hrvatskoj gdje raste više vrsta prisutna je od primorskih do planinskih područja. To je niže zeljasto bilje čiji korijen ima sisulje ili haustorije za crpljenje vode i drugih anorganskih tvari iz svog domadara.
Očanica se nesmije brkati s rodom vidac (Bartsia), koji također pripada istoj porodici.

## Vrste
1. Euphrasia adenocaulon Juz.
2. Euphrasia adenonota I.M.Johnst.
3. Euphrasia ajanensis Vorosch.
4. Euphrasia alba Pennell
5. Euphrasia alii Qaiser & Siddiqui
6. Euphrasia alpina Lam.
7. Euphrasia alsa F.Muell.
8. Euphrasia altaica Serg.
9. Euphrasia amblyodonta Juz.
10. Euphrasia amphisysepala W.R.Barker
11. Euphrasia amplidens W.R.Barker
12. Euphrasia amurensis Freyn
13. Euphrasia andicola Benth.
14. Euphrasia antarctica Benth.
15. Euphrasia arctica Lange ex Rostrup
16. Euphrasia × areschougii Wettst.
17. Euphrasia arguta R.Br.
18. Euphrasia aristulata Pennell
19. Euphrasia atropurpurea (Rostr.) Ostenf.
20. Euphrasia × atroviolacea Druce & Lumb
21. Euphrasia australis Perrie
22. Euphrasia azorica H.C.Watson
23. Euphrasia bajankolica Juz.
24. Euphrasia bakurianica Juz.
25. Euphrasia bella S.T.Blake
26. Euphrasia bhutanica Pugsley
27. Euphrasia borneensis Stapf
28. Euphrasia bottnica Kihlm.
29. Euphrasia bowdeniae W.R.Barker
30. Euphrasia brevilabris Yi F.Wang, Y.S.Lian & G.Z.Du
31. Euphrasia calida Yeo
32. Euphrasia callosa Pennell
33. Euphrasia × calvescens Beck
34. Euphrasia cambrica Pugsley
35. Euphrasia campbellae Pugsley
36. Euphrasia caudata (Willis) W.R.Barker
37. Euphrasia celebica P.Royen
38. Euphrasia ceramensis P.Royen
39. Euphrasia cheesemanii Wettst.
40. Euphrasia chitrovoi Tzvelev
41. Euphrasia × christii Favrat
42. Euphrasia chumbica R.R.Mill
43. Euphrasia ciliolata W.R.Barker
44. Euphrasia cisalpina Pugsley
45. Euphrasia cockayneana Petrie
46. Euphrasia collina R.Br.
47. Euphrasia confusa Pugsley
48. Euphrasia corcontica (Smejkal) Smejkal & M.Dvoráková
49. Euphrasia coreana W.Becker
50. Euphrasia coreanalpina Nakai ex Kimura
51. Euphrasia crassiuscula Gand.
52. Euphrasia cucullata Pennell
53. Euphrasia culminicola Wernham
54. Euphrasia cuneata G.Forst.
55. Euphrasia curviflora Pennell
56. Euphrasia cuspidata Host
57. Euphrasia cyclophylla Juz.
58. Euphrasia daghestanica Juz.
59. Euphrasia davidssonii Pugsley
60. Euphrasia densiflora Pennell
61. Euphrasia × difformis F.Towns.
62. Euphrasia × digenea Wettst.
63. Euphrasia × dilata Vitek
64. Euphrasia dinarica (Beck) Murb.
65. Euphrasia disjuncta Fernald & Wiegand
66. Euphrasia disperma Hook.f.
67. Euphrasia × drosocalyx Freyn
68. Euphrasia drosophylla Juz.
69. Euphrasia drucei Ashwin
70. Euphrasia dunensis Wiinst.
71. Euphrasia dyeri Wettst.
72. Euphrasia eichleri W.R.Barker
73. Euphrasia × electa F.Towns.
74. Euphrasia × eurycarpa Pugsley
75. Euphrasia exaristata Smejkal
76. Euphrasia farlowii (B.L.Rob.) G.L.Gusarova
77. Euphrasia × favratii Wettst.
78. Euphrasia fedtschenkoana Wettst. ex Juz.
79. Euphrasia flabellata Pennell
80. Euphrasia flava Poir.
81. Euphrasia foliosa Pennell
82. Euphrasia formosissima Skottsb.
83. Euphrasia foulaensis F.Towns. ex Wettst.
84. Euphrasia fragosa W.R.Barker
85. Euphrasia × freynii Wettst.
86. Euphrasia frigida Pugsley
87. Euphrasia gibbsiae Du Rietz
88. Euphrasia × glanduligera Wettst.
89. Euphrasia glandulosodentata Riedl
90. Euphrasia grandiflora Hochst.
91. Euphrasia × gremlii Wettst.
92. Euphrasia grossheimii Kem.-Nath.
93. Euphrasia hachijoensis Nakai ex Furumi
94. Euphrasia × haussknechtii Wettst.
95. Euphrasia heslop-harrisonii Pugsley
96. Euphrasia himalayica Wettst.
97. Euphrasia hirtella Jord. ex Reut.
98. Euphrasia hookeri Wettst.
99. Euphrasia hudsoniana Fernald & Wiegand
100. Euphrasia humifusa Pennell
101. Euphrasia hyperborea Jörg.
102. Euphrasia illyrica Wettst.
103. Euphrasia incisa Pennell
104. Euphrasia inopinata Ehrend. & Vitek
105. Euphrasia insignis Wettst.
106. Euphrasia integrifolia Petrie
107. Euphrasia integriloba J.J.Dmitriev & N.I.Rubtzov
108. Euphrasia iranica O.Schwarz & Bornm.
109. Euphrasia jacutica Juz.
110. Euphrasia × jaeggii Wettst.
111. Euphrasia jaeschkei Wettst.
112. Euphrasia juzepczukii Denissova
113. Euphrasia karataviensis Govor.
114. Euphrasia kashmiriana Pugsley
115. Euphrasia kemulariae Juz.
116. Euphrasia kisoalpina Hid.Takah. & Ohba
117. Euphrasia kjellbergii Du Rietz
118. Euphrasia krassnovii Juz.
119. Euphrasia krylovii Serg.
120. Euphrasia kurramensis Pennell
121. Euphrasia laingii Petrie
122. Euphrasia lamii Diels
123. Euphrasia lasianthera W.R.Barker
124. Euphrasia laxa Pennell
125. Euphrasia lebardensis Kem.-Nath.
126. Euphrasia × lerschii I.Györffy
127. Euphrasia × levieri Wettst.
128. Euphrasia liburnica Wettst.
129. Euphrasia macrocalyx Juz.
130. Euphrasia macrodonta Juz. ex Ganesch.
131. Euphrasia marchesettii Wettst.
132. Euphrasia marshallii Pugsley
133. Euphrasia matsumurae Nakai
134. Euphrasia maximowiczii Wettst. ex Palib.
135. Euphrasia melanosticta R.R.Mill
136. Euphrasia merrillii Du Rietz
137. Euphrasia micrantha Rchb.
138. Euphrasia microcarpa Pennell
139. Euphrasia microphylla Koidz.
140. Euphrasia minima Jacq. ex DC.
141. Euphrasia mirabilis Pennell
142. Euphrasia mollis (Ledeb.) Wettst.
143. Euphrasia monroi Hook.f.
144. Euphrasia multiflora Pennell
145. Euphrasia multifolia Wettst.
146. Euphrasia × murbeckii Wettst.
147. Euphrasia muscosa Phil.
148. Euphrasia nana (Rouy) Prain
149. Euphrasia nankotaizanensis Yamam.
150. Euphrasia nemorosa (Pers.) Wallr.
151. Euphrasia nepalensis Pugsley
152. Euphrasia × notata F.Towns.
153. Euphrasia oakesii Wettst.
154. Euphrasia × occidentalis Wettst.
155. Euphrasia officinalis L.
156. Euphrasia omeri Qaiser & Siddiqui
157. Euphrasia onegensis Cojand. ex Serg.
158. Euphrasia orthocheila W.R.Barker
159. Euphrasia ossica Juz. ex Ganesch.
160. Euphrasia ostenfeldii (Pugsley) Yeo
161. Euphrasia paghmanensis Rech.f.
162. Euphrasia papuana Schltr.
163. Euphrasia paucifolia Wettst.
164. Euphrasia pectinata Ten.
165. Euphrasia peduncularis Juz.
166. Euphrasia petiolaris Wettst.
167. Euphrasia petriei Ashwin
168. Euphrasia philippinensis Du Rietz
169. Euphrasia phragmostoma W.R.Barker
170. Euphrasia picta Wimm.
171. Euphrasia pinifolia Poir.
172. Euphrasia platyphylla Pennell
173. Euphrasia portae Wettst.
174. Euphrasia × pratiuscola F.Towns.
175. Euphrasia pseudokerneri Pugsley
176. Euphrasia pseudopaucifolia T.Siddiqui & Qaiser
177. Euphrasia × pulchella A.Kern.
178. Euphrasia qaiseri Siddiqui
179. Euphrasia ramulosa W.R.Barker
180. Euphrasia randii B.L.Rob.
181. Euphrasia rectiflora Pennell
182. Euphrasia regelii Wettst.
183. Euphrasia remota Pennell
184. Euphrasia repens Hook.f.
185. Euphrasia retroticha Nakai ex Yamaz.
186. Euphrasia × reuteri Wettst.
187. Euphrasia revoluta Hook.f.
188. Euphrasia rhumica Pugsley
189. Euphrasia rivularis Pugsley
190. Euphrasia rotundifolia Pugsley
191. Euphrasia ruptura W.R.Barker
192. Euphrasia salisburgensis Funck ex Hoppe
193. Euphrasia scabra R.Br.
194. Euphrasia schischkinii Serg.
195. Euphrasia schlagintweitii Wettst.
196. Euphrasia schugnanica Juz.
197. Euphrasia scottica Wettst.
198. Euphrasia scutellarioides Wernham
199. Euphrasia secundiflora Pennell
200. Euphrasia semipicta W.R.Barker
201. Euphrasia setulosa Pugsley
202. Euphrasia sevanensis Juz.
203. Euphrasia sibirica Serg.
204. Euphrasia simplex D.Don
205. Euphrasia sinuata Vitek & Ehrend.
206. Euphrasia slovaca (Yeo) Holub
207. Euphrasia sosnowskyi Kem.-Nath.
208. Euphrasia spatulifolia Pennell
209. Euphrasia stipitata Smejkal
210. Euphrasia striata R.Br.
211. Euphrasia stricta J.P.Wolff ex J.F.Lehm.
212. Euphrasia subarctica Raup
213. Euphrasia subexserta Benth.
214. Euphrasia suborbicularis Y.Sell & Yeo
215. Euphrasia svanica Kem.-Nath.
216. Euphrasia syreitschikovii Govor.
217. Euphrasia tarokoana Ohzoi
218. Euphrasia tatarica Fisch. ex Spreng.
219. Euphrasia tatrae Wettst.
220. Euphrasia taurica Ganesch.
221. Euphrasia tetraquetra (Bréb.) Arrond.
222. Euphrasia tirolensis Pugsley
223. Euphrasia townsonii Petrie
224. Euphrasia transmorrisonensis Hayata
225. Euphrasia tranzschelii Juz.
226. Euphrasia tricuspidata L.
227. Euphrasia trifida Poepp. ex Benth.
228. Euphrasia × trikoviana Vitek
229. Euphrasia ussuriensis Juz.
230. Euphrasia × valentinii Smejkal
231. Euphrasia × venusta F.Towns.
232. Euphrasia × vernalis List
233. Euphrasia versteegii (Diels) Du Rietz
234. Euphrasia × vestinensis Wettst.
235. Euphrasia vigursii Davey
236. Euphrasia × villosa Callen
237. Euphrasia vinacea Y.Sell & Yeo
238. Euphrasia wettsteinii G.L.Gusarova
239. Euphrasia willkommii Freyn
240. Euphrasia woronowii Juz.
241. Euphrasia yabeana Nakai
242. Euphrasia yezoensis H.Hara
243. Euphrasia zelandica Wettst.